# 斯洛博丹·米洛舍维奇
斯洛博丹·米洛舍维奇（發音：[slobǒdan milǒːʃeʋitɕ] ⓘ；1941年8月20日—2006年3月11日），南斯拉夫和塞爾維亞政治人物，曾擔任塞爾維亞總統（1989年－1997年）、南斯拉夫联盟共和国总统（1997年－2000年）、塞尔维亚社会党创始人和领导人（1992年－2001年）等職。於2001年遭逮捕，2006年在海牙前南斯拉夫問題國際刑事法庭被以戰爭罪、危害人類罪和種族滅絕罪等罪名進行審判時死亡。

## 早年生活
米洛舍維奇出生于南斯拉夫的波扎雷瓦茨（现位于塞尔维亚）的塞尔维亚人家庭。他的在东正教教堂任职的父亲和作教师的母亲在他出生后不久就离异，并分别于1962年和1974年自杀。米洛舍維奇就读于贝尔格莱德大学法律系，并结识了南斯拉夫前总理佩塔尔·斯坦鲍利奇的侄子伊万·斯坦鲍利奇。后者为今后米洛舍维奇的事业起了很大的推动作用。1960年毕业后他任职贝尔格莱德市长的经济助理。1968年他在斯坦鲍利奇任职的天然气技术公司就职，并在1973年成为该公司的主席。1980年时在斯坦鲍利奇的帮助下任南斯拉夫贝尔格莱德银行行长。米洛舍維奇从青年时期就一直信仰马克思主义。

## 步入政坛
1984年在南斯拉夫共產主義者聯盟贝尔格莱德市委书记斯坦鲍利奇升任塞尔维亚共产主義者联盟（南共盟塞尔维亚分支）书记之后，米洛舍维奇接任贝尔格莱德市委书记。在此期间米洛舍维奇旗帜鲜明地反对民族主义，并在学校大力推行共产主义教育。
1987年成為塞爾維亞共产主義者联盟總書記。在此期间他转向塞尔维亚民族主义。与此同时，伊万·斯坦鲍利奇成为塞尔维亚总统。在斯坦鲍利奇的游说下，米洛舍维奇以微弱优势在党内选举中当选塞共盟新一代的领导人。他羽翼渐丰之后，利用塞尔维亚人的激进民族主义，在一次电视直播的大会上令斯坦鲍利奇的支持者、南共联盟贝尔格莱德市委书记德拉吉沙·帕夫洛维奇下台。斯坦鲍利奇在几天之后也辞职。1988年米洛舍维奇成为塞尔维亚社会主义共和国总统。斯坦鲍利奇则在2000年被绑架，三年之后他的尸体被发现。2005年几个前南秘密警察供认他们杀害了斯坦鲍利奇。
米洛舍维奇上台后推行“大塞尔维亚主义”，对科索沃的阿尔巴尼亚族人的不满问题，采取了强硬态度。他以反官僚主义为理由逐渐取消了包括黑山、伏伊伏丁那和科索沃的地方选举出的领导人。1989年米洛舍维奇领导的塞尔维亚国民大会修改宪法，削减了伏伊伏丁那和科索沃这两个自治省的自治权，此举造成南斯拉夫其他加盟共和国对自治权被削减的恐慌。1990年米洛舍维奇试图在南共联盟十四大上修宪以赋予总统更大的权力，克罗地亚和斯洛文尼亚的代表退席抗议，造成南共联盟分裂。
1990年塞尔维亚共产主義者联盟改组为塞尔维亚社会党，并赋予直选总统更大的权利。米洛舍维奇在1990年和1992年连续两次通过直选當選塞爾維亞總統。当时正是东欧共产党在执政的国家纷纷倒台的多事之秋。克罗地亚和斯洛文尼亚分别选出了民族主义的总统，波士尼亞與赫塞哥維納则由一个充满变数的三党联盟执政，为后来的战争埋下了伏笔。

## 前南内战
南斯拉夫社会主义联邦共和国在1991年明显分裂为支持和反对米洛舍维奇两派，联邦的分崩离析在所难免。3月16日米洛舍维奇在电视上宣布社会主义南斯拉夫联邦结束。斯洛文尼亚、克罗地亚、马其顿随后分别宣布脱离南斯拉夫独立。在波士尼亞與赫塞哥維納通过公投于1992年独立后，原南斯拉夫联邦内部仅存的塞尔维亚共和国和黑山共和国则组建了全新的南斯拉夫联盟共和国，即南联盟。
米洛舍维奇当时的政策是“全体塞尔维亚人生活在一个统一的国家”，即在那些独立的国家中塞族人要有民族自决权。这一政策导致民族混居的地区产生冲突，被反对者批评为“大塞尔维亚主义”。他的肖像在塞尔维亚被到處懸掛，一時間成為繼鐵托之後受人民擁戴的英雄領袖。
在米洛舍维奇和南斯拉夫人民军的支持下，全新民族国家克罗地亚和波士尼亞與赫塞哥維納境內的塞爾維亞人分別使用武力手段來要求建立塞族自治区，此舉则引发了克罗地亚战争（1991年－1995年）和波士尼亞戰爭（1992年－1995年）。這兩場战争造成塞尔维亚在经济上的衰退，再加上北约派出维持和平部队阻止了部分塞爾維亞人對別族的种族屠杀，在克罗地亚和波士尼亞與赫塞哥維納境內的塞爾維亞人所追求的自治目的始終未能达成。在這兩場战争中，关于各方对平民进行种族清洗式大屠杀的指控层出不穷。1995年在波士尼亞與赫塞哥維納发生的雪布尼查屠殺，有人怀疑是米洛舍维奇控制下的塞尔维亚特种部队所为，米洛舍维奇后来因此被控犯有种族屠杀罪。
1997年7月，米洛塞維奇因任期到期，无法连任塞尔维亚总统，退而求其次竞选只包括塞尔维亚和黑山的南斯拉夫联盟共和国總統并当选。同年科索沃自治省的叛军“科索沃解放军”成立。他们袭击塞尔维亚和南联盟的保安部队，并杀害塞族官员和他们认定的与塞尔维亚合作的阿爾巴尼亞人和塞爾維亞人。塞尔维亚部队和科索沃解放军的冲突截至1998年造成在科索沃境內阿爾巴尼亞人数百人死亡以及上万名平民的流离失所。
1999年2月6日，在北约的压力下，塞尔维亚所派出的代表跟在科索沃境內阿爾巴尼亞人所派出的代表在巴黎附近的朗布依埃举行和平谈判，谈判的基础是美国特使希尔草拟的方案。该方案的主要内容是：尊重南联盟的领土完整，科索沃享有高度自治，南联盟军队撤出科索沃，“科索沃解放军”解除武装，按当地居民人口比例组成新的警察部队维持治安，北约向科索沃派遣多国部队保障协议实施。这个方案对双方来说都难以接受，在科索沃境內的阿爾巴尼亞人坚持最终要走向独立，并且不愿解除武装，南联盟则不同意科索沃获得自治共和国的地位，亦反对北约部队进驻科索沃。但是，主持谈判的北约表示，这个方案的内容不许改变，必须接受，否则拒绝的一方将受到惩罚。在谈判陷入僵局后曾一度休会，3月15日复会，阿爾巴尼亞人代表于18日签署了协议，但塞尔维亚方面仍然拒绝在朗布依埃森林协议上签字。3月19日，北约向南联盟发出最后通牒，3月24日，北约发动了对南联盟的空中打击，科索沃战争爆发。北约对南联盟的军事目标和基础设施进行了连续78天的大规模空袭，没有能直接制止冲突双方的暴行，还造成了500多名平民伤亡。在北约空袭的压力下，经过俄罗斯、芬兰等国的斡旋调停，米洛舍维奇最终妥协，接受朗布依埃森林协议基本内容，同意从科索沃撤军，由北約接管科索沃，允许多国部队进驻科索沃。
由于1990年代米洛舍维奇治下的塞尔维亚卷入了三场战争，造成巴尔干半岛局势的动荡和巨大的生命损失，米洛舍维奇被一些西方媒体称为“巴尔干屠夫”。

## 下台受审
2000年9月24日是舉世矚目的南斯拉夫聯盟共和國總統及國會大選。反对派指在大选中米洛塞維奇进行了舞弊，當選舉結束時，塞爾維亞社會黨的候选人米洛塞維奇宣稱米洛塞維奇得票率是40.23%；在野民主陣營的科斯圖尼察得票率則是48.22%。米洛塞維奇表示，因为无人过半，必須在10月8日舉行第二輪決選。9月27日，米洛塞維奇不顧欧美国家和国内反对派的反對聲浪，宣佈參加決選；而科斯圖尼察陣營則稱首轮选举中已獲得過半數選票，拒絕參加第二輪選舉，並要求重新驗票，但遭選委會拒絕。最後引起反對黨在首都贝尔格莱德舉行大規模反米洛塞維奇集會。10月4日南斯拉夫抗議民眾擴大，終於在10月6日由反對黨控制首都贝尔格莱德，憲法法院裁定科斯圖尼察當選總統。10月7日科斯圖尼察正式宣誓就任總統。
之後米洛塞維奇被海牙國際戰爭罪行法庭列為戰犯，被控在克罗地亚、波斯尼亚及科索沃三场战争中犯下66项罪行，南斯拉夫宪法法院当时宣布，因南斯拉夫法律禁止引渡本国公民到国外受审而冻结任何引渡米洛舍维奇的事项，时任南斯拉夫聯盟共和國总统的科斯圖尼察也拒绝批准引渡米洛舍维奇。2001年4月1日塞爾維亞总理佐蘭·金吉奇指挥警察，在一场短暂的对峙之后逮捕米洛舍维奇，以国内法对其控罪。2001年6月，南斯拉夫聯邦共和國宣布可以把本国公民送交国际战争罪法庭送交海牙国际法庭，一周内，米洛舍维奇被送交海牙，成了历史上第一个被送上国际战争罪法庭的前国家元首。
2002年10月2日克羅地亞總統斯捷潘·梅西奇出席海牙法庭作證，指控米洛塞維奇挑起戰爭威脅。2005年6月1日，海牙国际刑事法庭播放一部斯雷布雷尼察大屠杀的录像短片，试图向法官证明米洛舍维奇确实在波士尼亞戰爭中犯下有种族灭绝的罪行。

## 争议离世

### 狱中骤逝
2006年3月11日，米洛舍维奇被发现在海牙聯合國拘留所牢房的床上死亡。根据各国通行的刑事诉讼法，犯罪嫌疑人患重病情况下应该保外就医，如果公诉方或法庭认为犯罪嫌疑人社会危害极大不得保外就医，则应该送到监狱医院住院治疗，直到病癒或病逝在监狱医院的病床上。但是监狱医生并不认为米洛舍维奇属于患重病。
当日，贝尔格莱德的B92电台报导米洛舍维奇身亡的消息，并经律师确认属实。
歷史學家李邁先、洪茂雄所著《東歐諸國史（下）》中認為其爲“畏罪自殺”。

### 骤逝余波
被塞尔维亚通缉中目前在逃的米洛舍维奇夫人宣称海牙国际法庭谋杀了他的丈夫，媒体则认为这与长期患高血压有关系。上个月，米洛舍维奇曾提出到俄罗斯就医，但被法庭拒绝。公开的病历显示，米洛舍维奇患有高血压和心脏病，米洛舍维奇的律师说他生前曾表示担心有人会给他下毒。之前米洛舍维奇体检被发现血液中含有可能阻碍治疗高血压药发生疗效的药物成分。检方认为这可能是本人为达到保外就医而服用的，家人则认为米氏被严密看守，亲属家人朋友被迫逃亡或关押，不可能是自己服用药物，而是有人为了尽早结束这场尴尬的审判而故意下毒。律师提出将遗体送往莫斯科解剖的要求被法庭否决，而關於米洛塞維奇過世後遺體安葬的地點到底是要選在俄羅斯、蒙特內哥羅或塞爾維亞，也因為他的家人主張各有不同，而成為另一個爭議點。
3月14日，海牙法庭向家属交出米洛舍维奇遗体以供举行葬礼，但是葬礼究竟在何处举行依然不明。为了给米洛舍维奇遗孀米拉·马科维奇从俄罗斯回国参加葬礼扫清法律障碍，塞尔维亚一个法庭解除了对马科维奇的通缉令。3月15日，米洛舍维奇的棺椁空运到达贝尔格莱德，受到仍然忠于米洛舍维奇的塞尔维亚社会党（前共产党）人吊唁者情绪激动的迎接。吊唁者在棺椁上覆盖了塞尔维亚的三色旗。他们要求举行国葬，但已经被政府拒绝。3月17日，海牙法庭公布米洛舍维奇尸检所做的初步毒物学化验报告，排除其被毒杀的可能。报告称，血样检测结果表明死者的血液裡没有毒药或者非医生处方药的迹象。
3月18日，塞尔维亚数以万计的支持者聚集在贝尔格莱德市中心，向米洛舍维奇的遗体告别。米洛舍维奇在葬礼后被安葬在波扎雷瓦茨他自己家的后院里，米洛舍维奇遗孀马科维奇以及他们的儿子担心对他们的通缉令，没有回国参加葬礼。

## 外交关系

### 美国
美国与米洛舍维奇的关系在巴尔干半岛局势发展的不同阶段前后出现较大变化。在结束波士尼亞戰爭的岱顿协定签署前，美国对巴尔干局势基本采取了置身事外的外交姿态，对米洛舍维奇的作用没有表现出强烈的重视。1995年，由于米洛舍维奇在代顿条约的签署中表现出灵活性、对谈判免于破裂起了积极的作用，時任助理国务卿霍尔布鲁克转而认为米洛舍维奇“是一个可以打交道的对手”。尽管欧洲国家普遍认为代顿条约的和平不是建立在一个公正的基础上的，也没有为大屠杀的受害者伸张正义，但是美国认为它至少实现了停火，因此美国一直保持对米洛舍维奇的接触政策，将他视为维持巴尔干稳定的力量，这一政策一直保持到1999年科索沃战争前和平谈判最终破裂、美国决心解决米洛舍维奇政权问题为止。

### 俄羅斯
俄罗斯族和塞尔维亚族同属斯拉夫民族，同样信奉东正教，又拥有相似的共产党执政多民族国家联盟的背景，因此俄国一直是米洛舍维奇的主要支持者，对其有重大影响。在1999年科索沃战争期间甚至有西方媒体猜测俄国出兵援助的可能性。米洛舍维奇倒台后，被海牙国际法庭通缉的米洛舍维奇的妻子和儿子流亡到俄国。

## 评價
1993年8月8日，时任马来西亚首相马哈迪·莫哈末接受亚洲周刊专访时把米洛舍维奇形容为“当代希特勒”，并称很想当脸掴他一个耳光。
2000年，非政府组织「無國界記者」將米洛舍维奇列入「新聞自由掠奪者」名單。